# Praia de Itaipu
A praia de Itaipu está localizada na região oceânica da cidade de Niterói, no bairro de Itaipu, tendo aproximadamente 1000 metros de extensão. Ela é a única praia oceânica do município a ser caracterizada por suas águas bastante calmas, que ocorre devido a formação de enseada dessa praia.
Devido a essa característica, a praia se apresenta como um grande atrativo, sendo usada para o lazer, e para embarcações que utilizam a região como porto. Historicamente, é uma região com uma das colônias de pescadores mais antigas da cidade, tendo uma variedade de restaurantes de frutos do mar.